# Barnowo (Mielno)
Barnowo – część miasta Mielno, położona w południowym obszarze miasta, w pobliżu ulic: Jana Brzechwy i Wisławy Szymborskiej.
Do 1945 r. poprzednią niemiecką nazwą osady było Bannow. W 1948 r. wprowadzono urzędowo polską nazwę Barnowo. W 1980 r. ustalono Barnowo za część ówczesnej wsi Mielno.
W latach 1975–1998 Barnowo wraz z Mielnem należało do woj. koszalińskiego.